# Reálná osa

Reálná osa

Reálná osa je v matematice přímka, jejíž body jsou reálná čísla. Reálná osa je tedy množina R všech reálných čísel chápaná jako geometrický prostor, konkrétně Eukleidovský prostor dimenze jedna. Reálnou osu můžeme také chápat jako vektorový prostor (nebo afinní prostor), metrický prostor, topologický prostor, prostor s mírou nebo lineární kontinuum.
Jako pouhá množina reálných čísel se reálná osa obvykle označuje symbolem R (nebo alternativně použitím {\displaystyle \mathbb {R} }, písmeno „R“ v blackboard bold). Někdy se však také označuje R1, aby se zdůrazila jeho role jako prvního eukleidovského prostoru.
Tento článek se zaměřuje na aspekty R jako geometrického prostoru v topologii, geometrii a reálné analýze. Reálná čísla také hrají důležitou roli v algebře jako komutativní těleso, ale v tomto kontextu se R obvykle neoznačuje za osu. Další informace o R jsou v článku Reálné číslo.

## Jako lineární kontinuum

Uspořádání na číselné ose

Každá množina na ose reálných čísel má supremum.

Reálná osa je lineární kontinuum se standardní relací uspořádání <. Konkrétně reálná osa je lineárně uspořádaná relací < a toto uspořádání je husté a má vlastnost suprema.
Kromě výše uvedených vlastností nemá reálná osa žádný největší nebo nejmenší prvek. Také má spočetnou hustou podmnožinu, kterou je množina racionálních čísel. Platí věta, že libovolné lineární kontinuum se spočetnou hustou podmnožinou bez maximálního a minimálního prvku je isomorfní vůči uspořádání s reálnou osou.
Reálná osa také vyhovuje podmínce spočetných řetězů: každá kolekce vzájemně disjunktních, neprázdných podmnožin otevřeného intervalu v R je spočetná. V teorie uspořádání proslulá Suslinova hypotéza žádat zda každé lineární kontinuum vyhovující podmínka spočetných řetězů, která nemá žádný maximální nebo minimální prvek, je nutně izomorfní podle pořadí na R. Toto tvrzení se uvádí jako nezávislé na standardním axiomatickém systému teorie množin známém jako Zermelova–Fraenkelova teorie množin.

## Jako metrický prostor

Metrikou na reálné ose je absolutní hodnota rozdílu.

ε-koule okolo čísla a

Reálná osa tvoří metrický prostor, s funkcí vzdálenosti danou absolutní hodnotou rozdílu:
{\displaystyle d(x,y)=|x-y|.}
Metrický tenzor je jasně jednorozměrná Eukleidovská metrika. Protože n-rozměrný Eukleidovská metrika může být reprezentována v matice form jako n × n jednotková matice, metrika na reálná osa je jednoduše 1 × 1 jednotková matice, tj. 1.
Pokud p ∈ R a ε > 0, pak ε-koule v R se středem v p je jednoduše otevřený interval (p − ε, p + ε).
Tato reálná osa má několik důležité vlastnosti jako metrický prostor:
- Reálná osa je úplný metrický prostor v tom smyslu, že libovolná Cauchyovská posloupnost bodů konverguje.
- Reálná osa je souvislá množina a je jedním z nejjednodušších příkladů Geodetického metrického prostoru.
- Hausdorffova míra reálné osy se rovná jedné.

## Jako topologický prostor

Reálná osa může být kompaktifikována přidáním bodu v nekonečnu.

Reálná osa nese standardní topologii, která může být zavedena dvěma různými ekvivalentními způsoby.
Nejdříve protože reálná čísla jsou lineárně uspořádaná, nesou topologii uspořádání. Potom reálná čísla dědí metrický prostor z výše definované metriky. Řád topologie a metrika topologie na R jsou stejné. Jako topologický prostor je reálná osa homeomorfní s otevřeným intervalem (0, 1).
Reálná osa je triviální topologickou varietou dimenze jedna. Až na homeomorfismus je jednou z pouze dvou různých souvislých 1-variet bez hranice, přičemž druhou je kružnice. Také má na sobě standardní derivovatelnou strukturu, což z ní činí derivovatelnou varietu. (Až na difeomorfismus existuje pouze jedna derivovatelná struktura, kterou podporuje topologický prostor.)
Reálná osa je lokálně kompaktní prostor a parakompaktní prostor, i druhý spočetný prostor a normální prostor. Reálná osa je také souvislou množinou a proto je také souvislá, i když se odstraněním jakéhokoli jednoho bodu se stane nesouvislou. Reálná osa je také kontraktibilní a jako takové všechny její homotopické grupy a grupy redukované homologie jsou nulové.
Jako lokálně kompaktní prostor je možné reálnou osu kompaktifikovat několika různými způsoby. Jednobodová kompaktifikace R je kružnice (jmenovitě reálná projektivní osa) a na přidaný bod můžeme pohlížet jako na nekonečno bez znaménka. Alternativně má reálná osa dva konce a výsledkem kompaktifikace je rozšířená reálná osa [−∞, +∞]. Existuje také Stonova–Čechova kompaktifikace reálné osy, při které se přidává nekonečný počet bodů.
V určitých kontextech je užitečné použít na množině reálných čísel jinou topologii, například topologii polouzavřených intervalů nebo Zariského topologii, která je pro reálná čísla totéž jako topologie konečných doplňků.

## Jako vektorový prostor

Bijekce mezi body na reálné ose a vektory

Reálná osa je vektorový prostor nad komutativním tělesem R reálných čísel (tj. nad sebou samým) dimenze jedna. Disponuje obvyklým násobením jako unitární prostor, což z ní činí Eukleidovský prostor. Norma definovaná vztahem tohoto vnitřního součinu je jednoduše absolutní hodnota.

## Jako prostor s mírou
Reálná osa nese kanonickou míru, jmenovitě Lebesgueovu míru. Tato míra může být definovaná jako zúplnění Borelovské míry definované na R, kde míra jakéhokoli intervalu je délkou tohoto intervalu.
Lebesgueova míra na reálné ose je jedním z nejjednodušších příkladů Haarovy míry na lokálně kompaktní grupě.

## V reálných algebrách
Reálná osa je jednorozměrný podprostor reálné algebry A kde R ⊂ A.[ujasnit] Například v komplexní rovině z = x + iy, podprostor {z : y = 0} je reálná osa. Podobně v algebře kvaternionů
q = w + x i + y j + z k
je reálná osa jejím podprostorem {q : x = y = z = 0 }.
Pokud reálná algebra je direktním součtem {\displaystyle A=R\oplus V,} pak konjugace na A je definována zobrazením {\displaystyle v\mapsto -v} podprostoru V. Reálná osa díky tomu sestává z pevných bodů konjugace.